# Moca selenaspis
Moca selenaspis är en fjärilsart som beskrevs av Edward Meyrick 1925. Moca selenaspis ingår i släktet Moca och familjen Immidae. Inga underarter finns listade i Catalogue of Life.